# Miguel de Lardizábal
Miguel de Lardizábal y Uribe (Tepetitla de Lardizábal, Tlaxcala, Nueva España, 24 de enero de 1744 - Bilbao, España, 29 de enero de 1823) fue un estadista novohispano.

## Biografía
Miguel de Lardizábal nació en 1744 en la hacienda de San Juan del Molino en el municipio de Tepetitla de Lardizábal,  Virreinato de Nueva España. De origen vasco, su familia procedía de Segura (Guipúzcoa), estudió retórica y filosofía en el seminario palafoxiano de Puebla. Junto con su hermano Manuel viajó a España en 1761, donde cursó estudios de geología e historia. Por sus grandes conocimientos ingresó en la Real Academia de Geografía e Historia de Valladolid. Más tarde obtuvo una plaza en el Consejo Supremo de Indias.
Desterrado al País Vasco en 1791, fue nombrado director del Seminario de Nobles de Vergara, en Guipúzcoa. Durante la Guerra de Independencia representó a las provincias de ultramar en el Consejo de Regencia en sustitución del elegido Esteban Fernández de León, quien fue cesado porque no había nacido en América. Lardizábal estuvo presente en la apertura de las Cortes de Cádiz, donde sería un fiel defensor de los derechos de Fernando VII, que se encontraba secuestrado en Francia por Napoleón. 
Tras la vuelta de Fernando VII y la restauración absolutista, el monarca nombró a Lardizábal Ministro Universal de Indias en 1814, cargo desde el que frenó las reformas liberales de las Cortes y trató de parar las aspiraciones independentistas de los criollos en los virreinatos de América. Al suprimirse el Consejo de Indias, pasó a Madrid como consejero de Estado. En 1815 perdió el favor del rey, que lo encarcelaría en el castillo de Pamplona. Posteriormente, en libertad, fue de nuevo director del Seminario de Nobles de Vergara.
Este ilustre personaje fue el único novohispano pintado por Francisco de Goya, en 1815.
Murió en Bilbao, Vizcaya, el 29 de enero de 1823.

## Obra[2]
- Apología por los Agotes de Navarra y los Chuetas de Mallorca (Madrid, 1786)
- Apología del método de estudios del Seminario de Vergara (Vitoria, 1806).
- Aviso importante y urgente a la nación española, relativo a Cortes (La Coruña, 1811).
- Manifiesto que hace a los habitantes de las Indias, sobre el estado de cosas de aquellas provincias (Madrid, 1814).

## Homenajes
- El género de plantas Lardizabala fue denominado en homenaje a su nombre.